# Escoles Joan Maragall
Les Escoles Joan Maragall és un edifici de Ripoll protegit com a Bé Cultural d'Interès Local.

## Descripció
L'escola de Ripoll construïda als anys 30 sota la influència d'idees racionalistes preconitzades pel GATPAC i l'impuls d'una política urbanística municipal destinada a la dotació i millora d'equipaments especialment escolars, es projecta d'acord amb uns principis en els que destaquen les consideracions de funcionalitat física i higiènica (assolejament, ventilació, circulació...).